# Störartade fiskar

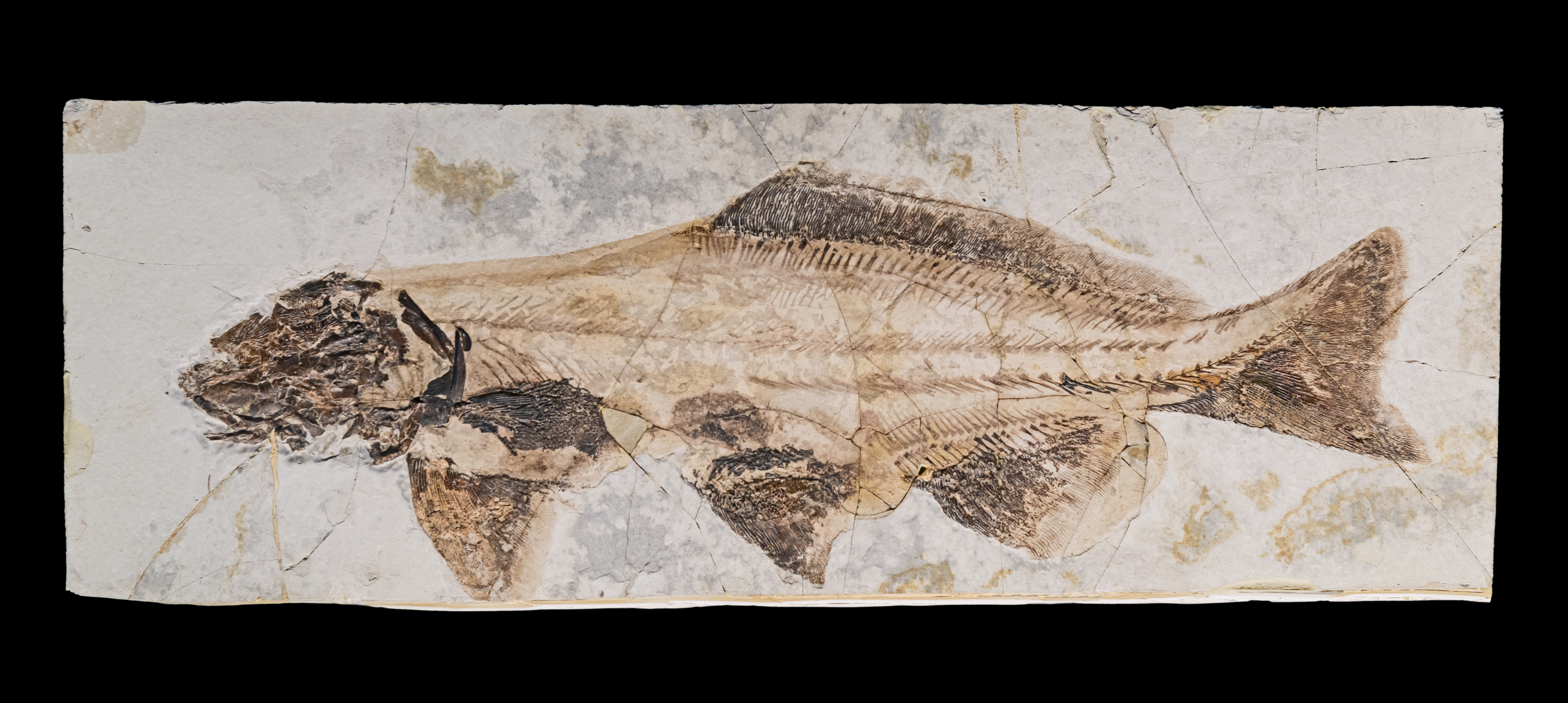
Yanosteus longidorsalis

Störartade fiskar (Acipenseriformes) är en ordning i underklassen strålfeniga fiskar med två nu levande familjer, störfiskar (Acipenseridae) och skedstörar (Polyodontidae), som tillsammans innehåller 30 arter.
Störartade fiskar är den enda ordningen med nu levande arter i infraklassen broskganoider (Chondrostei) [i källan beteknad som underklass]. Flera utdöda ordningar av broskganoider blev beskrivna.
De störartade fiskarna hör till de primitivaste i underordningen strålfeniga fiskar och är kända som fossil sedan krita. Kännetecken för ordningen är ett skelett som inte helt består av ben, utan till en del även av brosk, platt nos, en utsträckbar mun, samt känsliga skäggtömmar. Flera arter kan uppnå en för fiskar förhållandevis mycket hög livslängd och några kan som fullvuxna bli väldigt stora, som hus, europeisk stör och atlantisk stör.
Alla arter i ordningen är uppförda på IUCN:s röda lista över hotade arter, främst därför att de fiskats allt för intensivt som matfiskar eller för sin eftertraktade rom, som används till kaviar.

## Taxonomi
Störartade fiskar (Acipenseriformes)
- Familj störfiskar (Acipenseridae)
  - Underfamilj Acipenserinae
    - Släkte Acipenser
    - Släkte Huso
      - Huso dauricus
      - Hus (Huso huso)

  - Underfamilj Scaphirhynchinae
    - Släkte Scaphirhynchus
    - Släkte Pseudoscaphirhynchus
- Familj skedstörar (Polyodontidae)
  - Släkte Polyodon
    - Skedstör (Polyodon spathula)

  - Släkte Psephurus
    - Svärdstör (Psephurus gladius)